# Sassikoli
Sassikoli (en rus: Сасыколи) és un poble de l'óblast d'Astracan, a Rússia, segons el cens del 2010 tenia 5.224 habitants.